# كأس أمم أوقيانوسيا 1980
أقيمت كأس أوقيانوسيا للمنتخبات 1980 في نوميا ,كاليدونيا الجديدة في الفترة من 24 فبراير إلى 1 مارس 1980 وقدحقق لقبها منتخب أستراليا بعد فوزه على بولينسيا الفرنسية بنتيجة 4-2.

## المجموعة أ
- 25-2-1980 فيجي  3-1  جزر سليمان
- 25-2-1980 تاهيتي  3-1  نيوزيلندا
- 27-2-1980 فيجي  4-0  نيوزيلندا
- 27-2-1980 تاهيتي  12-1  جزر سليمان
- 29-2-1980 تاهيتي  6-3  فيجي
- 29-2-1980 نيوزيلندا  6-1  جزر سليمان